# Oceanapia arenosa
Oceanapia arenosa är en svampdjursart som beskrevs av Rao 1941. Oceanapia arenosa ingår i släktet Oceanapia och familjen Phloeodictyidae. Inga underarter finns listade i Catalogue of Life.